# Компан
«КОМПАН» — советско-западногерманское совместное предприятие, выпускавшее в конце 80-х — начале 90-х годов XX века компьютеры под одноимённой маркой «КОМПАН». С советской (позже — российской) стороны организатором предприятия выступала Академия наук.

## История предприятия
Совместное предприятие «КОМПАН» было создано по инициативе Е. П. Велихова в рамках Научно-технического объединения Академии наук. Зарегистрировано 12 мая 1988 года. Со стороны СССР участвовали Научно-техническое объединение Академии наук — 49%, Всесоюзное объединение «Техноэкспорт» — 2%. Со стороны ФРГ участвовало ИСФ (ISF) — 49%. Размер уставного фонда составил 1,02 млн. марок ФРГ. За год работы предприятие поставило около 300 ПК в институты Академии наук. Директором головной организации Института аналитического приборостроения был М. Л. Александров, и после 1990 года «КОМПАН» действовал в рамках АО «Научные приборы» под руководством Александрова.
Название «КОМПАН» образовано как сокращение от «КОМПьютеры Академии Наук». Также известны написания: Компан, COMPAN — COMPuters Academy scieNce и KOMPAN (KOMPAN-INFINITY GROUP USA, KOMPAN HANDELS GMBH, KOMPAN computer GmbH).
Продукция СП «КОМПАН» выставлялась как разрабатываемая совместно с компаниями США на экспо-шоу экспорта СССР 14-21 декабря 1988 года в Конференц-центре имени Джейкоба Джейвитса.
За время работы компания столкнулась с бандитизмом, чёрным налом и проблемами с налогообложением.
По состоянию на март 1992 года СП «КОМПАН» было одним из немногочисленных крупных поставщиков персональных компьютеров на постсоветском пространстве, обеспечивавших гарантийное и сервисное обслуживание продукции.
12 августа 1992 года некоторые из принадлежавших компании помещений при участии генерального директора А. А. Тараненко были проданы его компании «Компан — Морские конструкции», занимавшейся строительством яхт. 26 октября того же года Александров был похищен вымогателями. Вскоре он был освобождён, а двое похитителей задержаны. По сообщению издания «КоммерсантЪ», похищение могло быть связано с обнаружением Александровым финансовых нарушений в деятельности СП «КОМПАН» и блокировкой счёта предприятия.
Правопреемником СП «КОМПАН» являлось ООО «КОМПАН Коммъюникейшенс» (18.05.1998 - 23.12.2016), учреждённое KOMPAN HANDELS - GMBH (8.10.1990 - 22.11.2013).

## Продукция

### Персональные компьютеры «КОМПАН»
Компьютеры «КОМПАН» собирались преимущественно из западных комплектующих и предназначались как для обеспечения вычислительной техникой самой Академии наук, так и на продажу другим потребителям с целью получения необходимой для приобретения комплектующих конвертируемой валюты. Упоминания использования компьютеров «Компан» и «Компан АТ-Турбо» можно встретить в научных работах 1990-х. 
Выпускались IBM PC/AT-совместимые компьютеры с процессорами i80286, i80386 и 80486. Для i80286 был сделан русифицированный «КОМПАН BIOS» со встроенной поддержкой кириллицы. «КОМПАН BIOS» был также на видеокарте OCTEK EGA EG-3000. На материнских платах была маркировка «KOMPAN extra plus (EP)» и «KOMPAN turbo plus».
В комплект поставки входили: системный блок в оригинальном корпусе, 14″ цветной видеомонитор «КОМПАН EGA», клавиатура «КОМПАН», разработанные в едином чёрном дизайне. Также под брендом были манипулятор мышь (механическая) и дискеты. На клавиатуре под функциональными клавишами размещалась бумажная полоса для записи назначения этих клавиш.  
Реклама на обложке журнала «Огонёк» в 1991 году позиционировала «Компан ЕП, ЛП» как «созданный специально для России», «предельно русифицированный», не уступающий 386 SX и протестированный на совместимость в США. На клавиатуру был нанесён российский триколор и добавлена цветная русская раскладка.

### Программное обеспечение
- Многооконный текстовый процессор «Комплекс». Руководство к нему разработано по заказу СП КОМПАН Веселовым Е. Н. в 1989 году.[26]
- Автоматизированная система обработки банковской информации (АСОБИ). Разработана по заказу Сбербанка, использовалась в Санкт-Петербургском и Ростовском отделениях Сбербанка с 1991 по 1997 год[27].